# Feldbach (Steiermark)

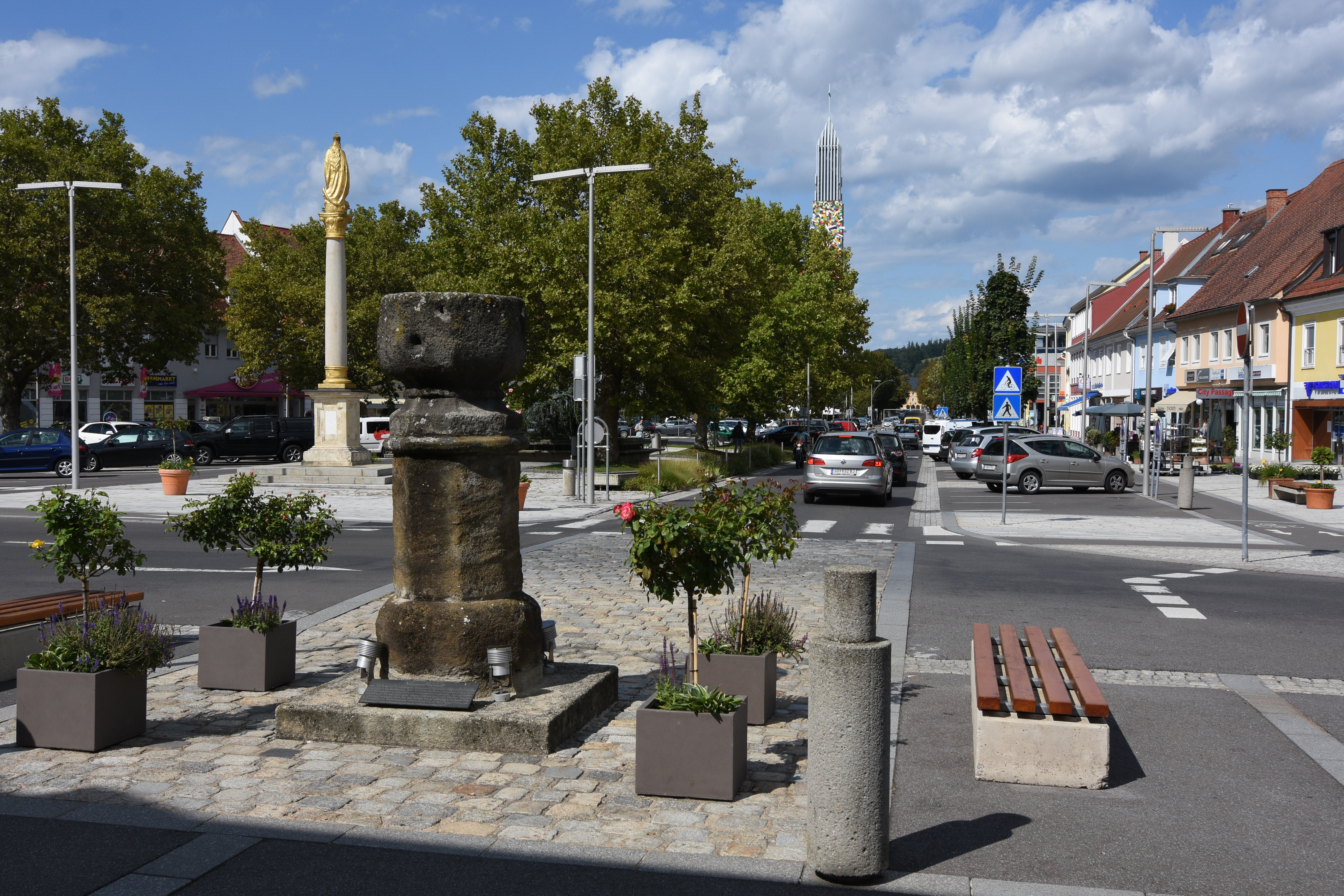
Der Hauptplatz von Feldbach

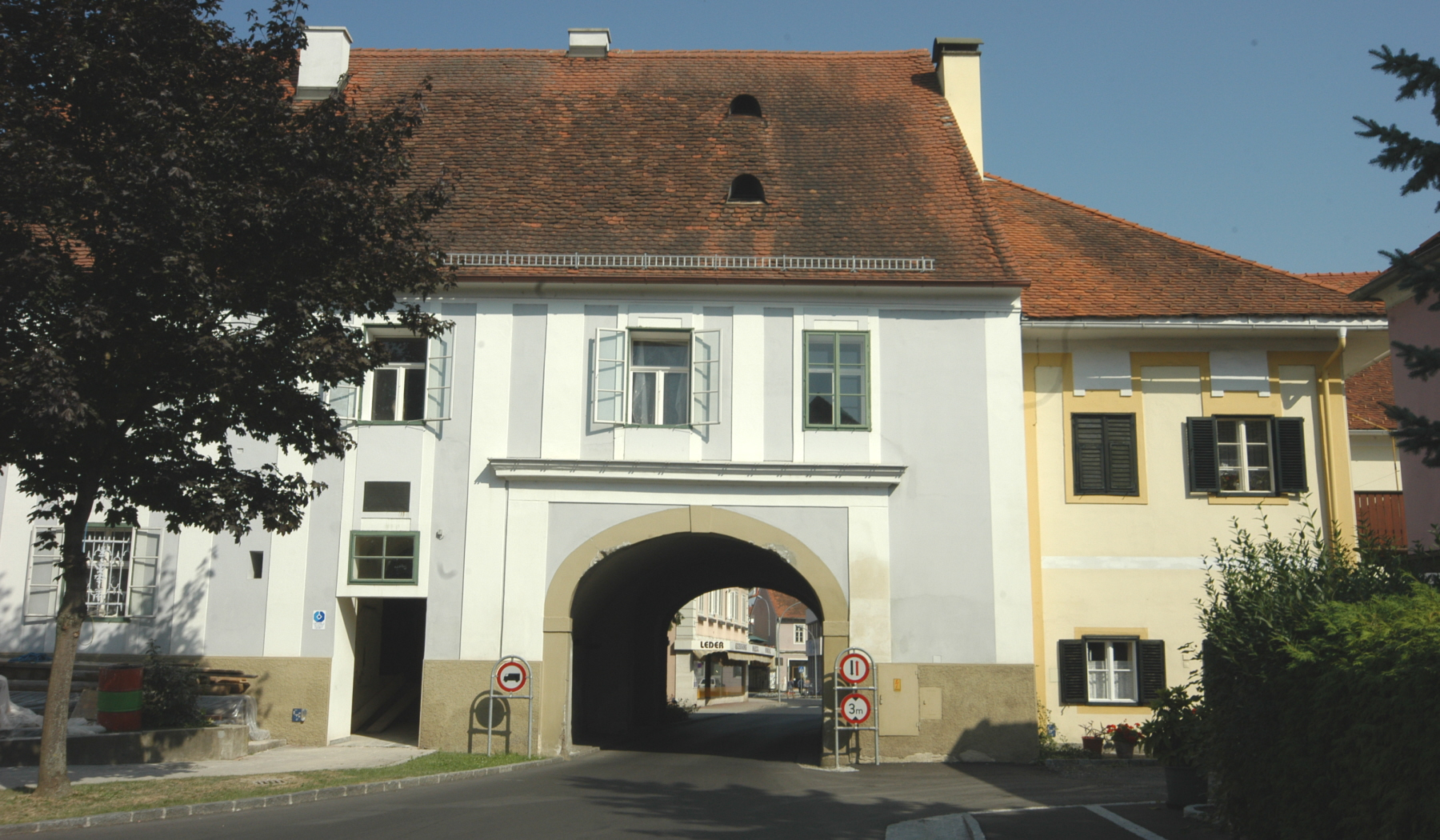
Das „Grazer Tor“ war Teil einer geschlossenen Befestigungsanlage

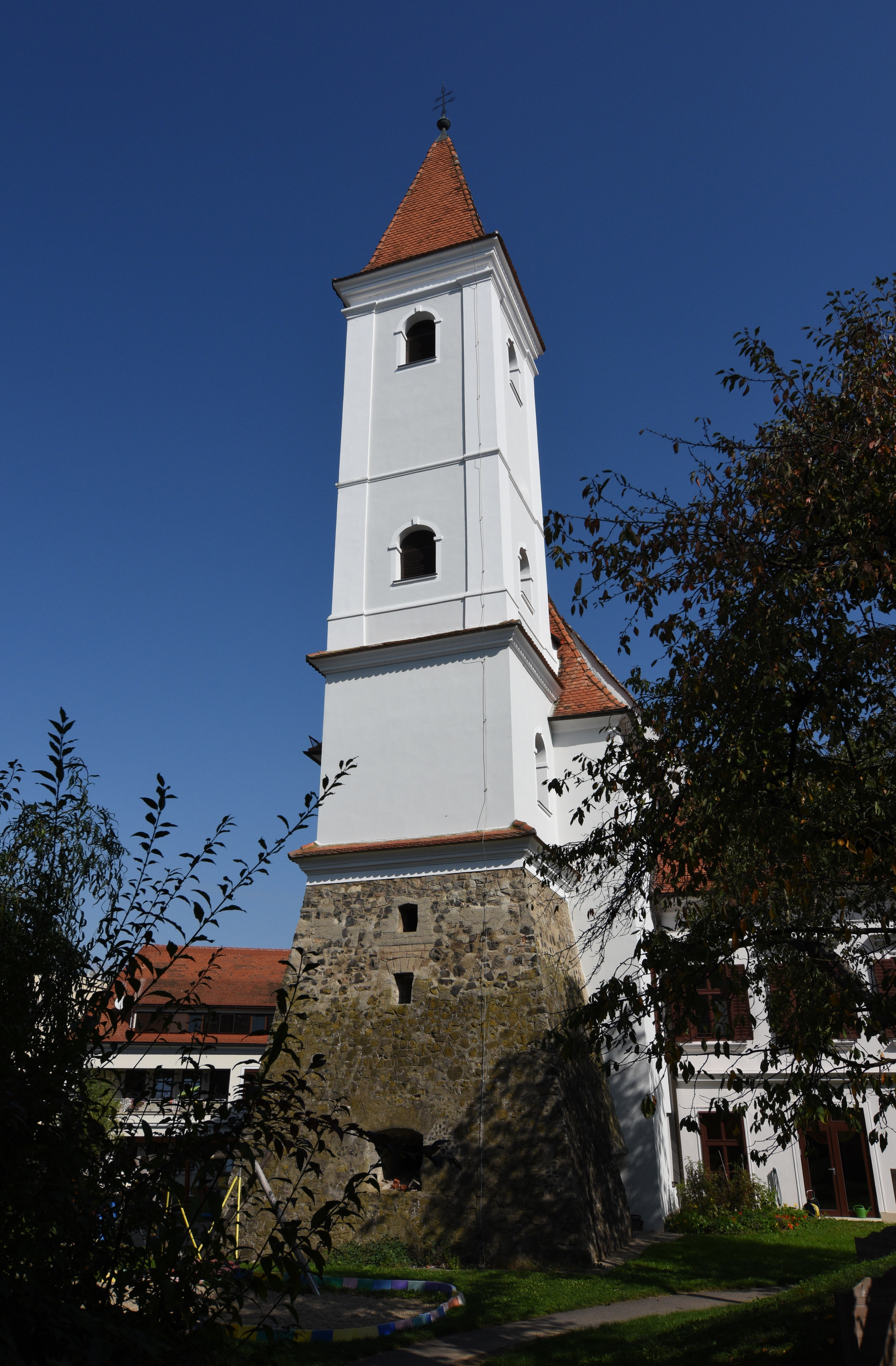
Ehemaliges Franziskanerkloster

Feldbach ist mit 13.495 Einwohnern (Stand 1. Jänner 2025) die fünftgrößte Stadt der Steiermark. Sie liegt in der Südoststeiermark und ist Sitz der Bezirkshauptmannschaft des politischen Bezirks Südoststeiermark.

## Geografie

### Stadtgliederung
Die Fläche der Stadtgemeinde beträgt 67,13 km² und besteht aus neun Katastralgemeinden (Fläche Stand 31. Dezember 2023):
- Auersbach (1.270,16 ha)
- Feldbach (320,98 ha)
- Gniebing (875,56 ha)
- Gossendorf (936,33 ha)
- Leitersdorf (481,3 ha)
- Mühldorf (752,7 ha)
- Oedt (1.014,26 ha)
- Raabau (399,53 ha)
- Weißenbach (662,5 ha)

Die 18 Ortsteile der Stadt Feldbach sind (in Klammern Einwohnerzahl, Stand 1. Jänner 2025):
- Auersbach (360)
- Edersgraben (173)
- Feldbach (4990)
- Gniebing (1080)
- Gossendorf (631)
- Höflach (54)
- Leitersdorf im Raabtal (785)
- Mühldorf bei Feldbach (2005)
- Obergiem (109)
- Oberweißenbach (231)
- Oedt bei Feldbach (711)
- Paurach (263)
- Petersdorf (159)
- Raabau (593)
- Reiting (107)
- Untergiem (151)
- Unterweißenbach (647)
- Wetzelsdorf (446)

### Eingemeindungen
Im Rahmen der Gemeindestrukturreform in der Steiermark wurden 2015 die Gemeinden Auersbach, Gniebing-Weißenbach, Gossendorf, Leitersdorf i. Raabtal, Mühldorf bei Feldbach und Raabau eingemeindet.

### Nachbargemeinden
| Edelsbach bei Feldbach Kirchberg an der Raab | Markt Hartmannsdorf Bez. Weiz               | Riegersburg |
| Paldau                                       | Kompassrose, die auf Nachbargemeinden zeigt | Fehring     |
| Gnas                                         | Bad Gleichenberg                            | Kapfenstein |

### Geologie
Im Tertiären Sedimentationsbereich des Grazer Beckens haben sich seit 20 Mio. Jahren Schotterablagerungen in einer Mächtigkeit von über drei Kilometer Höhe gebildet. Vor 17 Mio. Jahren wurde dieses Schotterbecken von einem mächtigen Schildvulkan aufgrund tektonischer Verschiebungen der Erdkruste durchbrochen. Der Gleichenberger Vulkan mit einem Basisdurchmesser von 30 Kilometer entstand. In der Folge dehnt sich die Landschaft von West nach Ost aus und weitere vulkanische Tätigkeit entsteht. Die sogenannten Maar-Diatrem-Vulkane durchstoßen die Oberfläche und hinterlassen Tuffablagerungen im gesamten Gemeindegebiet von Feldbach. Es bilden sich Maare, das sind kleine Seen ohne Abfluss. Doch durch die Erosion in den letzten fünf Millionen Jahren sind diese Seen (im Vergleich zur Partnerregion Vulkaneifel) verschwunden. Überhaupt wurden ca. 150 Höhenmeter an Schotterauflagen abgetragen.
Die wichtigsten vulkanischen Erhebungen sind von Nord nach Süd: Altenmarkter Vulkan, Auersberg, Kalvarienberg, Steinberg, Forstkogel und Gleichenberger Kogel. Über das Alter des jüngeren Vulkanismus ist man sich noch nicht einig. Man schwankt zwischen 3,2 und 11 Mio. Jahren.

### Hydrologie-Einzugsgebiet
Das Stadtgebiet von Feldbach liegt im mittleren Raabtal auf einer tertiären Schotterablagerung, die Gemeinde erstreckt sich auf Teile des Südoststeirischen Hügellandes, früher auch Graben- und Riedelland, seit Mitte der 1990er Jahre Steirisches Vulkanland genannt. Die Raab erstreckt sich hier von West nach Ost. Wichtige Zubringen aus dem Süden von Westen beginnend sind Saazbach, Oedter Bach, Feldbach und Giemer Bach. Aus dem Norden münden der Edelsbach und der Auersbach in die Raab.

### Natur
Fossile Funde belegen ein subtropisches Klima in der Region zur Zeit des Vulkanismus und somit eine gesamt südlichere Lage des Kontinents. Zum derzeitigen Zeitpunkt der Alpenbildung kommt es immer wieder zu Hebungen und Absenkungen des Gebietes. Tropische Meere entstanden und verschwanden. Zwischendurch gab es ausgesüßte Brachwassergebiete mit subtropischen Sumpflandschaften. Braunkohleablagerungen zeugen davon. Relikte der vergangenen wärmeren Zeiten sind Äskulapnatter und Laubfrosch. Pflanzen haben sich während der Eiszeit weit nach Süden zurückgezogen, sind großteils in Europa ausgestorben. Im Vergleich zu Nordamerika verloren wir 2/3 unserer Baumarten. Während der Eiszeit gab es eine baumlose Kältesteppe und große Herden von Pflanzenfressern, die die Region durchzogen. Vor 12.000 Jahren erfolgt die Erwärmung und die Rückkehr der Wälder. Nach Pollenanalysen verläuft diese Rückkehr der heutigen Gliederung von arktischer zur mediterranen Vegetation entsprechend mit dazwischengeschobenen Wärmephasen (Buchenzeit) und kleinen Eiszeiten (z. B.: 16. und 17. Jhdt.) mit der Rückkehr der Nadelbäume in die Ebenen. Heute zählt die Region zur Eichen-Hainbuchenzone mit zahlreichen mediterranen und submediterranen Elementen. Allein in den letzten 20 Jahren gab es einen Zustrom von 200 wärmeliebenden Insektenarten, was aufgrund von Forschungsarbeiten festgestellt wurde. Der Naturführer Steirisches Vulkanland berichtet darüber.

## Geschichte
Funde der Jungsteinzeit belegen, dass das Raabtal in diesem Bereich schon damals besiedelt war. Auch aus der Hallstattzeit gibt es Gräberfunde, allerdings am linken, nördlichen Raabufer.
Die erste urkundliche Erwähnung des Ortes erfolgte 1188 als „Velwinbach“. Die Pfarre ist seit 1232 nachgewiesen. 1265 erfolgte die Markterhebung, durch welche auch der Handel einen Aufschwung erhielt. Im Zusammenhang damit steht auch die Verwendung des „Steinernen Metzen“, der als Eichmaß in weiten Teilen der Oststeiermark verwendet wurde.

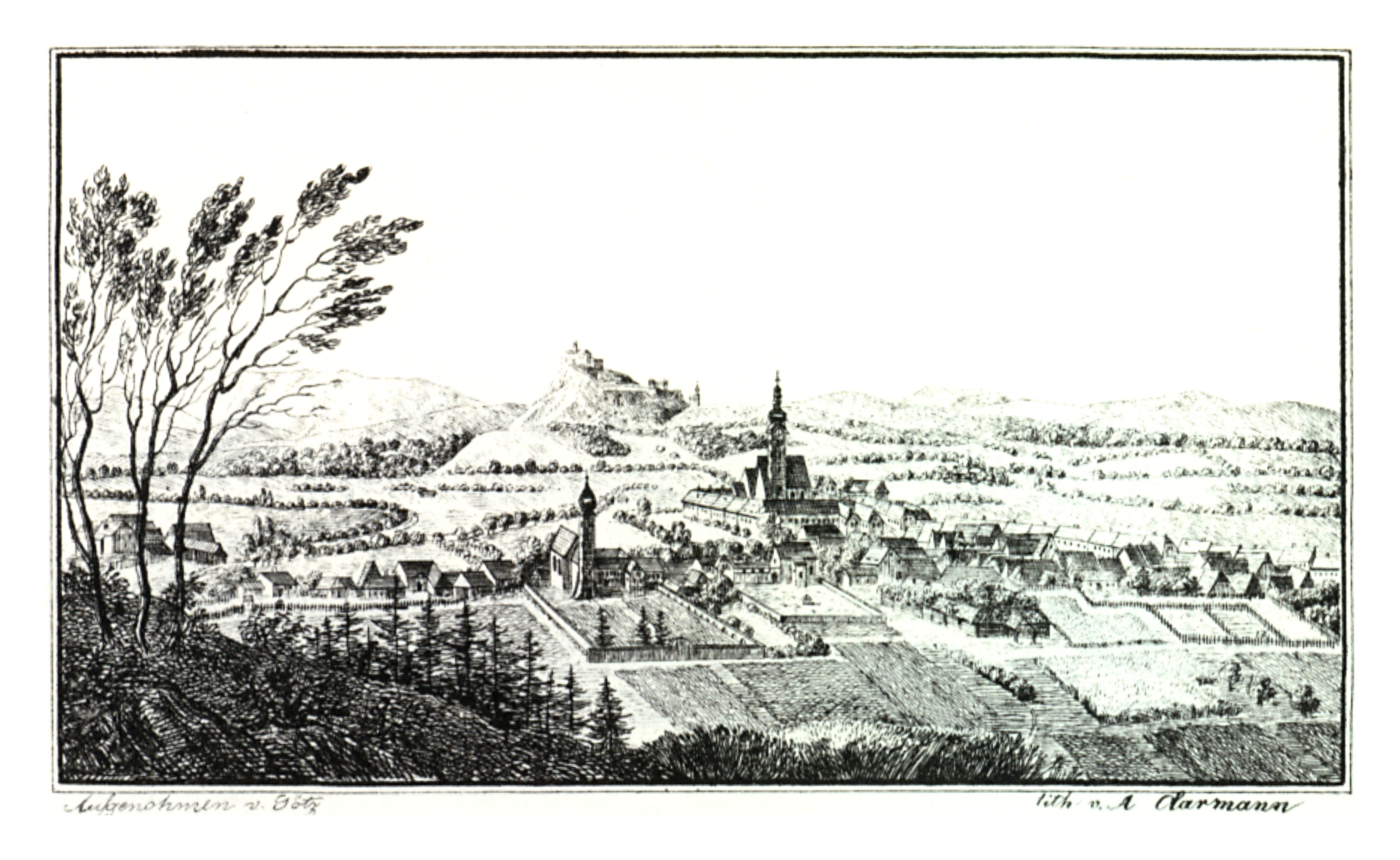
Blick von Feldbach auf die Riegersburg um 1820, Lith. J.F. Kaiser

Ab der zweiten Hälfte des 15. Jahrhunderts wurde das Gebiet um Feldbach wiederholt durch das sich stark ausbreitende Fehdewesen und die Türkenkriege in Mitleidenschaft gezogen, wobei auch der Markt mehrmals geplündert und zerstört wurde.
1469 fielen die Truppen Andreas Baumkirchers über Feldbach her und verwüsteten den gesamten Ort. Dieses Ereignis dürfte auch den Ausschlag für die Errichtung des Feldbacher Tabors gegeben haben. Nachdem 1605 die mit den Türken verbündeten Heiducken ins Raabtal eingefallen waren und Feldbach am 26. Oktober mit Ausnahme des Tabors völlig zerstört hatten, wurde eine geschlossene Befestigungsanlage mit Stadttoren um den ganzen Ort errichtet. Neben dem Handwerk prägte vor allem die Landwirtschaft die Wirtschaftsstruktur des Marktes.
Großen Aufschwung erhielt die Stadt durch die Eröffnung der Ungarischen Westbahn im Jahr 1873. Es zeigten sich Ansätze von Industrialisierung, mit der Landmaschinenfabrik Krobath (1880) einer Ziegelfabrik und einer Brauerei. Ab 1901 produzierte die Bäckerei Zach in einer Dampfbäckerei industriell ihr Produkt Feldbacher Zwieback. Gleichzeitig begann auch lebhafter Kurbetrieb im nahen Kurort Bad Gleichenberg. In diese Zeit fällt auch die Stadterhebung von Feldbach (1884) und der Neubau der Pfarrkirche 1898–1900.
Während des Ersten Weltkrieges bestand das Kriegsgefangenenlager Feldbach, in welchem sich im Mai 1915 circa 40.000 Gefangene und 10.000 Soldaten als Wachmannschaft befanden. Die Gefangenen wurden, aufgrund der unklaren Lage an der Italienfront (Fluchtgefahr), nach Ostungarn verlegt. Anschließend wurde das Lager in ein Etappenspital mit 6.500 Krankenbetten umgewandelt (modernste Augenklinik dieser Zeit in Europa).
Seit 1. Jänner 2015 ist die Stadt im Rahmen der Gemeindestrukturreform in der Steiermark mit den ehemaligen Gemeinden Auersbach, Gniebing-Weißenbach, Gossendorf, Leitersdorf im Raabtal, Mühldorf bei Feldbach und Raabau zusammengeschlossen. Die neue vergrößerte Gemeinde führt den Namen „Feldbach“ weiter.
Als Folge der Gemeindezusammenlegung verfügt die Stadtgemeinde Feldbach nunmehr über acht Freiwillige Feuerwehren:
- FF Auersbach
- FF Edersgraben-Höflach
- FF Feldbach
- FF Gniebing
- FF Gossendorf
- FF Leitersdorf
- FF Mühldorf
- FF Raabau

Darüber hinaus ist die Betriebsfeuerwehr der Firma Boxmark im Gebiet der Stadtgemeinde situiert.

### Bevölkerungsentwicklung

Feldbach und Umgebung vom Steinberg Panorama

Blick vom Kalvarienberg auf Feldbach

Feldbach von Nordwesten

| Feldbach: Einwohnerzahlen von 1869 bis 2024         | Feldbach: Einwohnerzahlen von 1869 bis 2024 | Feldbach: Einwohnerzahlen von 1869 bis 2024 | Feldbach: Einwohnerzahlen von 1869 bis 2024 | Feldbach: Einwohnerzahlen von 1869 bis 2024 |
| --------------------------------------------------- | ------------------------------------------- | ------------------------------------------- | ------------------------------------------- | ------------------------------------------- |
| Jahr                                                |                                             |                                             |                                             | Einwohner                                   |
| 1869                                                | 1869                                        |                                             | 5.876                                       | 5.876                                       |
| 1880                                                | 1880                                        |                                             | 6.466                                       | 6.466                                       |
| 1890                                                | 1890                                        |                                             | 6.849                                       | 6.849                                       |
| 1900                                                | 1900                                        |                                             | 6.965                                       | 6.965                                       |
| 1910                                                | 1910                                        |                                             | 7.417                                       | 7.417                                       |
| 1923                                                | 1923                                        |                                             | 7.895                                       | 7.895                                       |
| 1934                                                | 1934                                        |                                             | 8.613                                       | 8.613                                       |
| 1939                                                | 1939                                        |                                             | 8.634                                       | 8.634                                       |
| 1951                                                | 1951                                        |                                             | 9.248                                       | 9.248                                       |
| 1961                                                | 1961                                        |                                             | 9.865                                       | 9.865                                       |
| 1971                                                | 1971                                        |                                             | 10.807                                      | 10.807                                      |
| 1981                                                | 1981                                        |                                             | 11.323                                      | 11.323                                      |
| 1991                                                | 1991                                        |                                             | 11.784                                      | 11.784                                      |
| 2001                                                | 2001                                        |                                             | 12.593                                      | 12.593                                      |
| 2011                                                | 2011                                        |                                             | 12.910                                      | 12.910                                      |
| 2021                                                | 2021                                        |                                             | 13.345                                      | 13.345                                      |
| 2024                                                | 2024                                        |                                             | 13.515                                      | 13.515                                      |
| Quelle(n): Statistik Austria, Gebietsstand 1.1.2021 |                                             |                                             |                                             |                                             |

## Kultur und Sehenswürdigkeiten

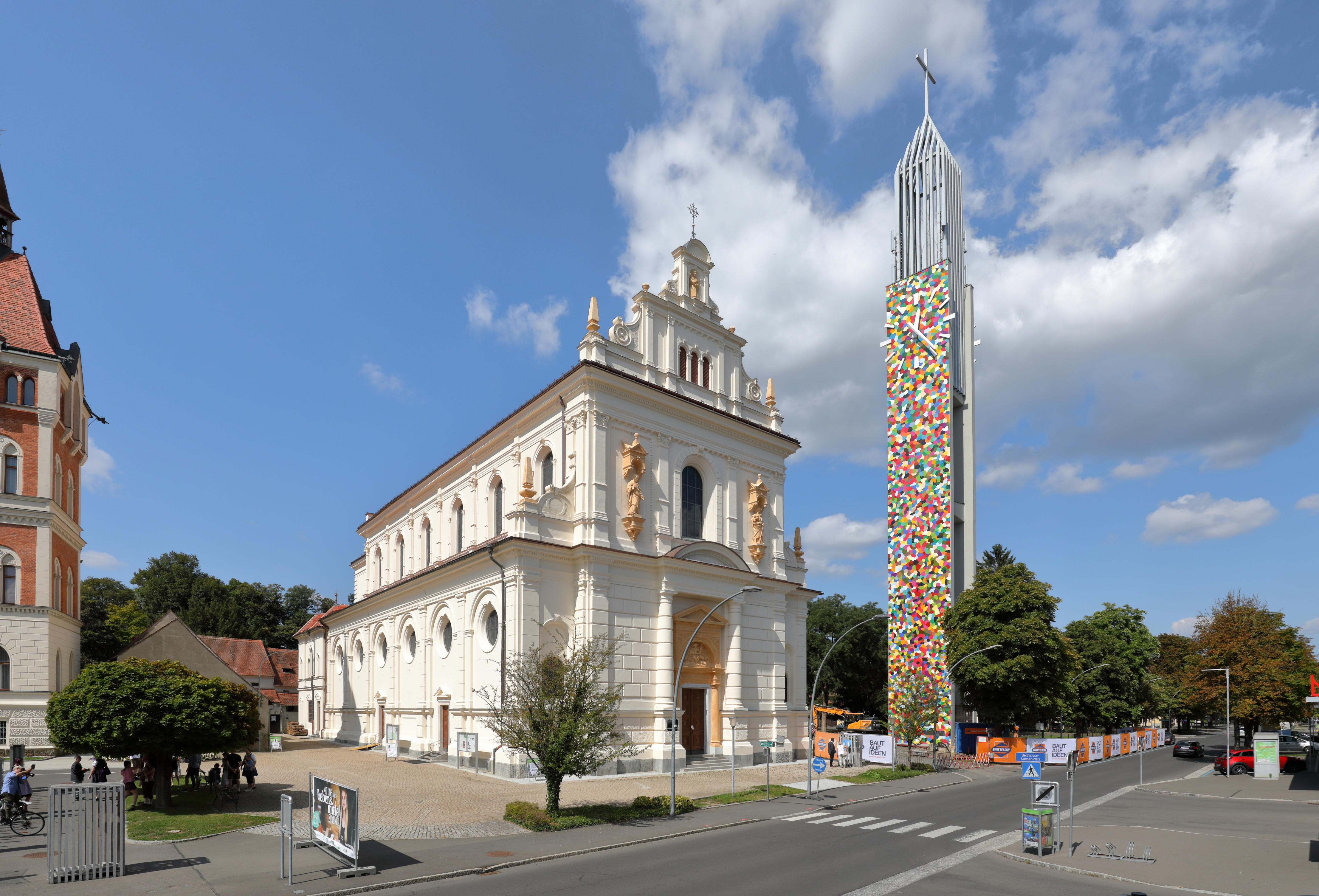
Pfarrkirche Hl. Leonhard

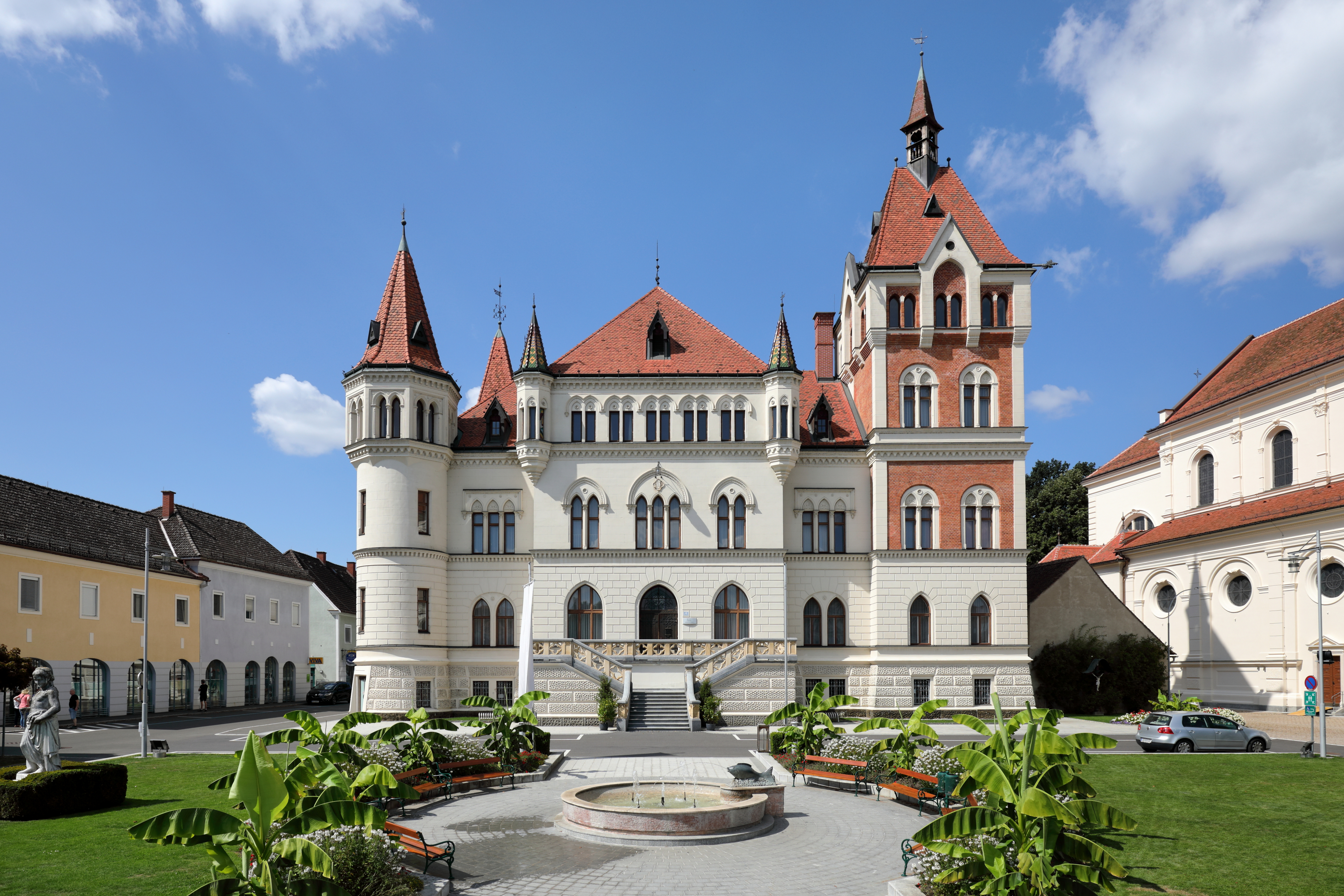
Villa Hold (Neues Rathaus von Feldbach)

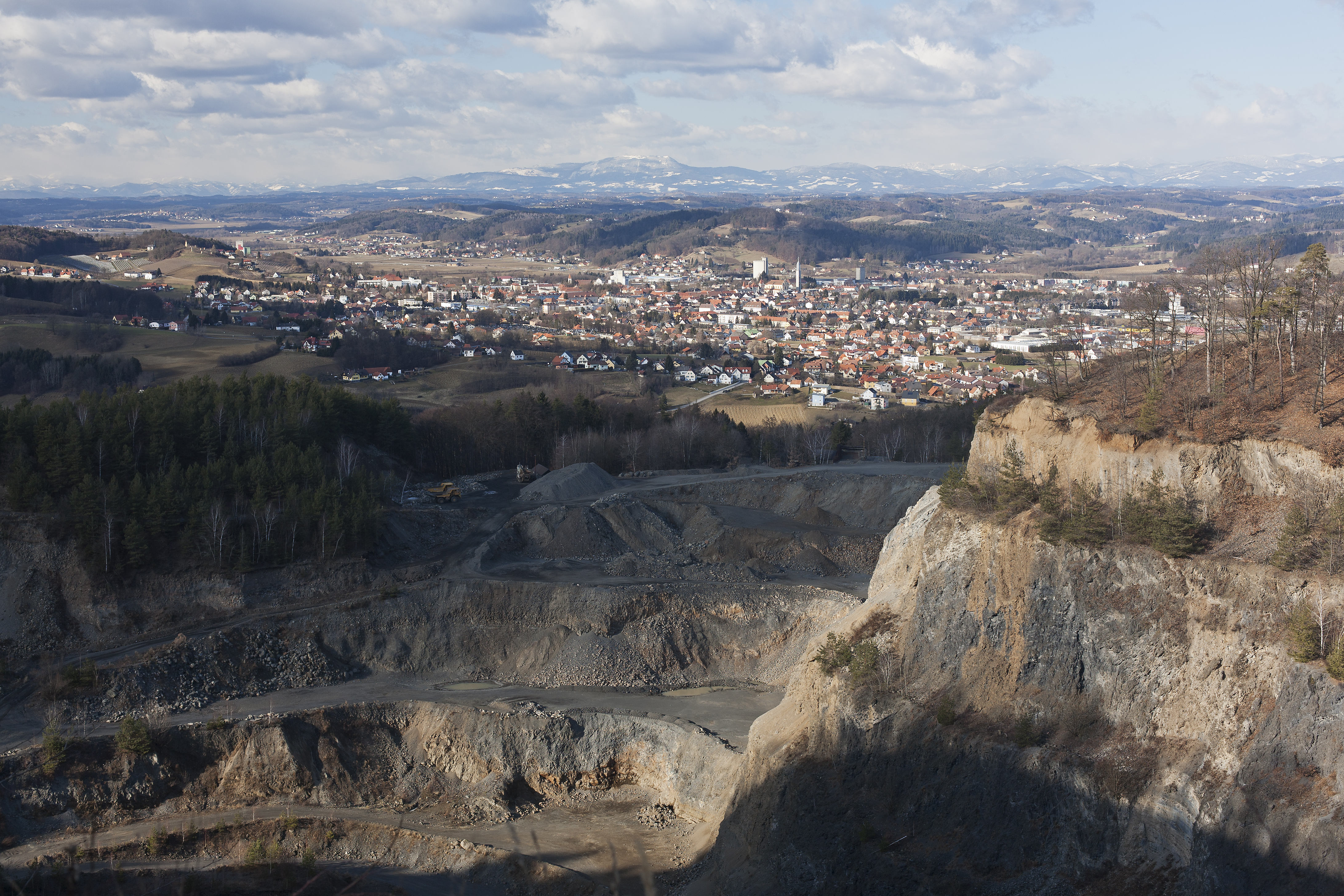
Blick vom Steinberg auf den Steinbruch Mühldorf und die Stadt Feldbach

### Bauwerke und Denkmäler
- Siehe auch: Liste der denkmalgeschützten Objekte in Feldbach
- Steinerner Metzen, Muster- und Eichmaß aus dem 15. Jahrhundert
- Pfarrkirche St. Leonhard: 1898–1900 im Stil der Renaissance von Hans Pascher errichtet. Mit alter Pfarrkirche: gotischer Kern aus dem 14. Jahrhundert, 1688 barockisiert, damals Turm mit Zwiebeldach. 1945 wurde der Turm gesprengt und die Kirche schwer beschädigt; seit 1956 ist sie als Kriegergedächtnisstätte gestaltet. Im Altarraum befindet sich ein Kreuzigungsgruppe von Veit Königer um 1780.
- Evangelische Christuskirche
- Villa Hold
- Museum im Tabor: Im Hexenkeller des 1474 errichteten Gebäudes waren während des Feldbacher Hexenprozesses[8]  (1673–75) die Angeklagten eingekerkert. Eines der bekanntesten Opfer dieses Hexenprozesses war Katharina Paldauf.
- Steirisches Rotkreuz-Museum

### Regelmäßige Veranstaltungen
- Sommerfestspiele mit Klassischer Musik, und Kabarett Ende Juni bis Anfang Juli
- alle zwei Jahre wird hier der Christian Schölnasts Stiftungspreis für literarische Arbeiten zur steirischen Volks- und Landeskunde vergeben
- jährlich finden im Museum im Tabor Sonderausstellungen statt

## Wirtschaft und Infrastruktur
Als Bezirksmetropole ist Feldbach nicht nur Schulstadt, sondern auch Verwaltungsstadt und hat damit schon sehr viele (ca. 1500) öffentliche Beschäftigte. Feldbach ist ein Ort des Kleingewerbes und der Industrie. Die Schwerpunkte liegen bei der Veredelung von landwirtschaftlichen Produkten. Die Region ist eine der wichtigsten landwirtschaftlichen Regionen in der Steiermark und in Österreich. Nahrungsmittelindustrie und Gerbereien bestimmen seit jeher die Stadt Feldbach. Neben allgemeinen Dienstleistungsbetrieben spielt der Fahrzeughandel eine große Rolle. Feldbach ist ebenso ein wichtiges Ärztezentrum mit LKH und zahlreichen niedergelassenen Allgemein- und Fachärzten.

### Verkehr

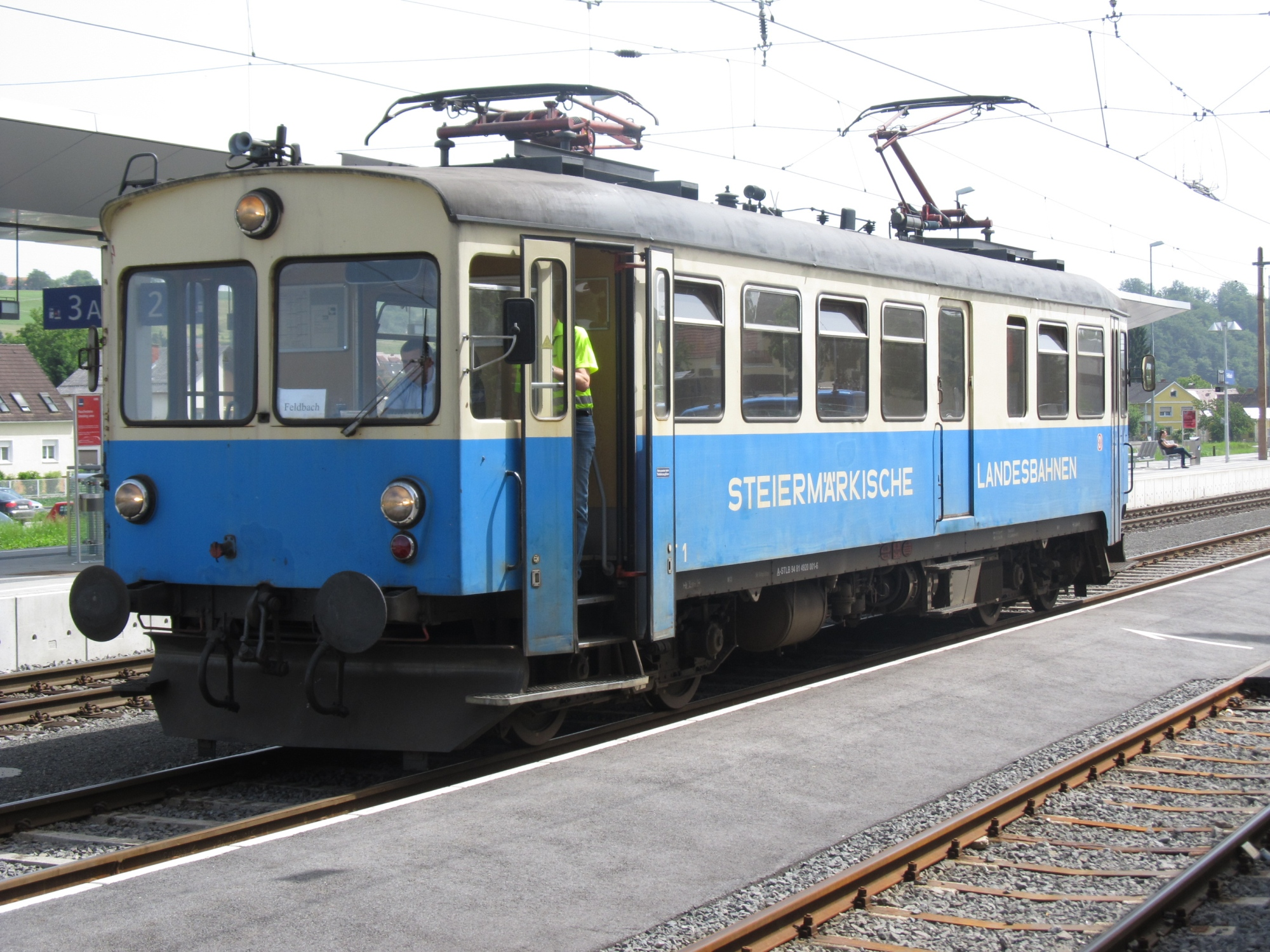
Bahnhof Feldbach mit Triebwagen nach Bad Gleichenberg

Feldbach war und ist wichtiger Brückenpunkt an der Raab für die Nord-Süd-Verbindungen und die West-Ost-Verbindungen. Das tägliche Verkehrsaufkommen liegt bei über 25.000 PKW auf den Routen B 68 (Gleisdorf – Feldbach), B 66 (Halbenrain – Ilz) und B 57 (Feldbach – Oberwart).
Im Bahnhof Feldbach trifft die steirische Ostbahn mit der Landesbahn aus Bad Gleichenberg zusammen. Mehr als 5.000 Personen werden täglich mit den Zügen auf der Ostbahnstrecke Fehring – Graz transportiert. Ein weiterer Haltepunkt ist der Bahnhof Feldbach Landesbahnhof, welcher hauptsächlich als Güterbahnhof verwendet wird. Hier sind alle Selbstentladewagen der Steiermärkischen Landesbahnen beheimatet. Zusätzlich hält hier auch jeder Personenzug.
Weiters gehört die Haltestelle Gniebing (Steirische Ostbahn) zu Feldbach, da Gniebing-Weißenbach 2015 in die Gemeinde Feldbach eingegliedert wurde.
Der öffentliche Verkehr mit Bussen wurde auch aufgrund der Schulen in Feldbach in alle Randbereiche der Gemeinde und darüber hinaus ausgebaut.

### Öffentliche Einrichtungen
In Feldbach befindet sich die Von der Groeben-Kaserne des österreichischen Bundesheeres, wo auch Teile des Aufklärungs- und Artilleriebataillons 7 stationiert sind.

### Bildung
Folgende Schulen sind in Feldbach angesiedelt:
- Bundesoberstufenrealgymnasium
- Handelsakademie und Handelsschule (HAK/HAS)
- Höhere Lehranstalt für wirtschaftliche Berufe (HLW)
- Hauswirtschaftsschule
- Polytechnische Schule
- Landesberufsschule
- Realgymnasium Feldbach Gymnasium im Vulkanland

Zum Hoheitsbereich der Stadt gehören folgende Schulen:
- Allgemeine Sonderschule Feldbach
- Volksschule Gossendorf
- Volksschule Feldbach I
- Volksschule Feldbach II
- Neue Mittelschule & Sportmittelschule Feldbach
- Neue Mittelschule Feldbach II
- Polytechnische Schule Feldbach
- Vulkanschule Auersbach, Wetzelsdorf

sowie die Musikschulen
- Musikschule der Stadt Feldbach
- Musik im Vulkan

Weitere Fort- und Weiterbildungseinrichtungen sind ebenfalls in Feldbach angesiedelt:
- Volkshochschule Südoststeiermark

## Politik

### Gemeinderat
| Gemeinderatswahlen 2020 %706050403020100 16,07 % (−8,21 %p)63,64 % (+10,28 %p)12,94 % (−1,36 %p)n. k. % (−3,59 %p)5,03 % (+2,10 %p)2,31 % (+0,77 %p) SPÖÖVPFPÖNEOSGRÜNEKPÖ20152020 |

Der Gemeinderat besteht aus 31 Mitgliedern und setzt sich seit der Gemeinderatswahl 2015 aus Mandaten der folgenden Parteien zusammen:
- 21 ÖVP – stellt den Bürgermeister
- 5 SPÖ
- 4 FPÖ
- 1 Die Grünen

### Bürgermeister und Stadtrat
Bürgermeister der Stadt Feldbach ist seit der letzten Gemeinderatswahl im Jahr 2020 Ing. Josef Ober (ÖVP), welcher somit nach seiner Erstwahl im Jahr 2015 wiedergewählt wurde.
Darüber hinaus gehören der erste Vizebürgermeister Christian Ortauf (ÖVP), der zweite Vizebürgermeister Robert Trummer (SPÖ), die Finanzreferentin Sonja Skalnik (ÖVP) sowie die Stadträte Rosemarie Puchleitner (ÖVP), Markus Billek (ÖVP) und Franz Halbedl (FPÖ) der Feldbacher Stadtregierung an.
Die letzten Gemeinderatswahlen brachten folgende Ergebnisse:
| Partei          | 2020                | 2020                | 2020                | 2015                | 2015                | 2015                | 2010             | 2010             | 2010             | 2010             | 2010             | 2010             | 2010             | 2010             | 2010             | 2010             | 2010             | 2010             | 2010             | 2010             | 2010             | 2010             | 2010             | 2010             | 2010             | 2010             | 2010             |
| Partei          | Neue Stadt Feldbach | Neue Stadt Feldbach | Neue Stadt Feldbach | Neue Stadt Feldbach | Neue Stadt Feldbach | Neue Stadt Feldbach | Feldbach         | Feldbach         | Feldbach         | Auersbach        | Auersbach        | Auersbach        | Gniebing-W.      | Gniebing-W.      | Gniebing-W.      | Gossendorf       | Gossendorf       | Gossendorf       | Leitersdorf      | Leitersdorf      | Leitersdorf      | Mühldorf         | Mühldorf         | Mühldorf         | Raabau           | Raabau           | Raabau           |
| Partei          | Stimmen             | %                   | Mandate             | Stimmen             | %                   | Mandate             | St.              | %                | M.               | St.              | %                | M.               | St.              | %                | M.               | St.              | %                | M.               | St.              | %                | M.               | St.              | %                | M.               | St.              | %                | M.               |
| --------------- | ------------------- | ------------------- | ------------------- | ------------------- | ------------------- | ------------------- | ---------------- | ---------------- | ---------------- | ---------------- | ---------------- | ---------------- | ---------------- | ---------------- | ---------------- | ---------------- | ---------------- | ---------------- | ---------------- | ---------------- | ---------------- | ---------------- | ---------------- | ---------------- | ---------------- | ---------------- | ---------------- |
| ÖVP             | 3909                | 63,64               | 21                  | 4171                | 53                  | 18                  | 1191             | 42               | 09               | 511              | 73               | 8                | 883              | 66               | 11               | 377              | 57               | 5                | 125              | 25               | 2                | 1310             | 68               | 12               | 309              | 71               | 7                |
| SPÖ             | 987                 | 16,07               | 5                   | 1898                | 24                  | 08                  | 1453             | 51               | 12               | 123              | 18               | 1                | 301              | 23               | 03               | 213              | 32               | 3                | 315              | 64               | 6                | 0430             | 22               | 03               | 124              | 29               | 2                |
| FPÖ             | 795                 | 12,94               | 4                   | 1118                | 14                  | 04                  | 0103             | 04               | 0                | 062              | 09               | 0                | 147              | 11               | 01               | 072              | 11               | 1                | 055              | 11               | 1                | 0074             | 04               | 0                |                  |                  |                  |
| Die Grünen      | 309                 | 5,03                | 1                   | 0229                | 03                  | 0                   | 0090             | 03               | 03               | nicht kandidiert | nicht kandidiert | nicht kandidiert | nicht kandidiert | nicht kandidiert | nicht kandidiert | nicht kandidiert | nicht kandidiert | nicht kandidiert | nicht kandidiert | nicht kandidiert | nicht kandidiert | 0105             | 05               | 0                | nicht kandidiert | nicht kandidiert | nicht kandidiert |
| KPÖ             | 142                 | 2,31                | 0                   | 0120                | 02                  | 0                   | nicht kandidiert | nicht kandidiert | nicht kandidiert | nicht kandidiert | nicht kandidiert | nicht kandidiert | nicht kandidiert | nicht kandidiert | nicht kandidiert | nicht kandidiert | nicht kandidiert | nicht kandidiert | nicht kandidiert | nicht kandidiert | nicht kandidiert | nicht kandidiert | nicht kandidiert | nicht kandidiert | nicht kandidiert | nicht kandidiert | nicht kandidiert |
| NEOS            | nicht kandidiert    | nicht kandidiert    | nicht kandidiert    | 0281                | 04                  | 01                  | nicht kandidiert | nicht kandidiert | nicht kandidiert | nicht kandidiert | nicht kandidiert | nicht kandidiert | nicht kandidiert | nicht kandidiert | nicht kandidiert | nicht kandidiert | nicht kandidiert | nicht kandidiert | nicht kandidiert | nicht kandidiert | nicht kandidiert | nicht kandidiert | nicht kandidiert | nicht kandidiert | nicht kandidiert | nicht kandidiert | nicht kandidiert |
| BZÖ             | nicht kandidiert    | nicht kandidiert    | nicht kandidiert    | nicht kandidiert    | nicht kandidiert    | nicht kandidiert    | 0023             | 01               | 0                | nicht kandidiert | nicht kandidiert | nicht kandidiert | nicht kandidiert | nicht kandidiert | nicht kandidiert | nicht kandidiert | nicht kandidiert | nicht kandidiert | nicht kandidiert | nicht kandidiert | nicht kandidiert | nicht kandidiert | nicht kandidiert | nicht kandidiert | nicht kandidiert | nicht kandidiert | nicht kandidiert |
| Wahlberechtigte | 10.818              | 10.818              | 10.818              | 10.680              | 10.680              | 10.680              | 3.647            | 3.647            | 3.647            | 761              | 761              | 761              | 1.779            | 1.779            | 1.779            | 757              | 757              | 757              | 538              | 538              | 538              | 2.556            | 2.556            | 2.556            | 482              | 482              | 482              |
| Wahlbeteiligung | 57,29 %             | 57,29 %             | 57,29 %             | 74 %                | 74 %                | 74 %                | 79 %             | 79 %             | 79 %             | 92 %             | 92 %             | 92 %             | 76 %             | 76 %             | 76 %             | 89 %             | 89 %             | 89 %             | 94 %             | 94 %             | 94 %             | 76 %             | 76 %             | 76 %             | 92 %             | 92 %             | 92 %             |

### Wappen und Flagge

Wappen der Vorgängergemeinden
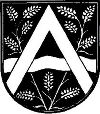
Auersbach
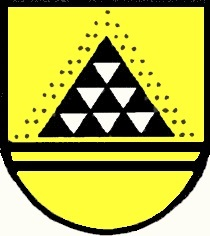
Gniebing-Weißenbach
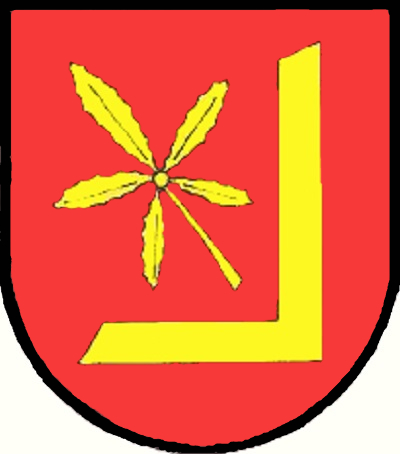
Gossendorf
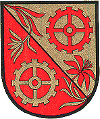
Leitersdorf im Raabtal
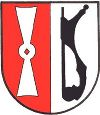
Mühldorf
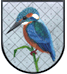
Raabau

Feldbach (seit 2016)
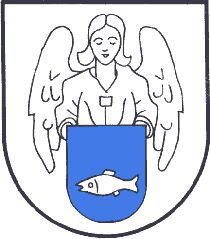
Feldbach (bis 2014)

Alle Vorgängergemeinden hatten ein Gemeindewappen. Wegen der Gemeindezusammenlegung verloren diese mit 1. Jänner 2015 ihre offizielle Gültigkeit. Die erste Wappenverleihung an die Stadt Feldbach erfolgte am 1. Februar 1909 durch Kaiser Franz Joseph I.

Die Blasonierung (Wappenbeschreibung) lautete:
„In einem ovalen silbernen Schilde hält ein nach vorwärts gewendeter Engel mit silbernen Flügeln ein bis zum Fußrande des Hauptschildes herabreichendes blaues Schildchen an beiden Oberecken vor sich. Dieses Schildchen zeigt in einem den Schildesfuß ausfüllenden Gewässer einen nach rechts schwimmenden Fisch, dessen Rücken über die Wasserfläche emporragt. Den Hauptschild umgibt eine ornamentale bronzefarbene Randeinfassung, auf deren Hauptrande eine silberfarbene Mauerkrone mit fünf sichtbaren Zinnen ruht.“
Die Neuverleihung des Gemeindewappens für die Fusionsgemeinde erfolgte mit Wirkung vom 15. Dezember 2016.

Die neue Blasonierung lautet:
„Über blauem, mit einer silbernen Barbe belegtem Schildfuß in silbernem, schrägquadratisch damasziertem Feld eine schwarze, reich profilierte Säule mit zweifach verschieden kreisrund durchbrochenem Kelch, in der Damaszierung U-förmig umgeben von sieben jeweils auf die Spitze gestellten schwarzen Quadraten.“
Die Stadtflagge hat zwei Streifen in den Farben Weiß-Blau mit dem Wappen.
Eine ausführliche Beschreibung der Wappengeschichte findet sich in Neue Stadt Feldbach – Die Zeitung.

### Städtepartnerschaften und Kooperationen
Als Europastadt pflegt die Stadt Feldbach auch internationale Partnerschaften mit unterschiedlichen Gemeinden und Städten Europas.
Die Stadt Feldbach ist Partnerstadt von:
- Siklos, Ungarn
- Adelsdorf, Deutschland
- Zywiec, Polen

## Persönlichkeiten

### Ehrenbürger
- 1975: Otmar Dinacher, Bezirkshauptmann[15]
- 2004: Klaus Künzel († 2021), Bürgermeister von Feldbach 1988–1990[16]
- 2004: Fritz Luttenberger (1932–2023), Bürgermeister[17]
- 2009: Rudolf Grasmug (* 1939), Stadthistoriker
- 2020: Anton Schuh, Alt-Bürgermeister von Mühldorf bei Feldbach[18]

### Söhne und Töchter der Stadt
- Wieland Backes (* 1946), Fernsehjournalist und ehem. Moderator der SWR-Sendungen Ich trage einen großen Namen und Nachtcafé
- Brigitte Bierbauer-Hartinger (* 1961), Politikerin (SPÖ)
- Roswitha Dautermann (* 1962), österreichische Keramikerin, Malerin und Illustratorin
- Judith Draxler (* 1970), Österreichische Staatsmeisterin und Olympiateilnehmerin in verschiedenen Schwimmdisziplinen
- Willibald Ehrenhöfer (* 1972), Politiker (ÖVP)
- Klaus-Dieter Ertler (* 1954), Romanist
- Arthur Ficzko (* 1950), Arbeiterkammerfunktionär und Politiker
- Benedikt Fink (* 1969), Ordenspriester
- Kerstin Fladerer (* 1986), Politikerin (ÖVP)
- Markus Forjan (* 1996), Fußballspieler
- Richard Fortmüller (* 1957), Universitätsprofessor an der Wirtschaftsuniversität Wien
- Karl Gaulhofer (1885–1941), Turnpädagoge
- Michael Gmeindl (* 1973), Politiker (FPÖ)
- René Gsellmann (* 1985), Fußballspieler
- Mark Grosse (* 1999), Fußballspieler
- Roman Hebenstreit (* 1971), Konzernbetriebsratsvorsitzender der ÖBB und Mitglied des ÖGB-Bundesvorstandes
- Christine Hofmeister (* 1951), Europaaktivistin, Ausstellungsgestalterin und Autorin
- Andrea Kahofer (* 1973), Politikerin (SPÖ)
- Karl Karner (* 1973), bildender und darstellender Künstler
- Kurt Keinrath (* 1956), Musiker
- Verena Kicker, Moderatorin und Sprecherin
- Hermann Kirchner (1890–1953), Offizier
- Edi Köhldorfer (* 1966), Gitarrist, Komponist, Arrangeur und Buchautor
- Maria Magdalena Koller (1957–2019), Filmregisseurin und Drehbuchautorin
- Hermann Krenn (* 1963), Polizist und Politiker
- Franz Lackner (* 1956), Erzbischof von Salzburg und Primas Germaniae
- Angelika Loderer (* 1984), Bildhauerin
- Julia Majcan (* 1994), Politikerin (ÖVP)
- Georg Mayer (* 1973), Politiker (FPÖ), Klubobmann, Mitglied des Europäischen Parlaments
- Moritz Mittendorfer (* 1996), Handballspieler
- Erwin Pfundner (* 1954), Mitglied der Schlagerband „Die Paldauer“
- Franz Karl Praßl (* 1954), Musikwissenschaftler, international tätiger Künstler
- Michael Praßl (* 1955), Politiker (ÖVP)
- Hans Roth (* 1946), Unternehmer und Aufsichtsratsvorsitzender
- Franko Seiner (1874–1929), Afrikaforscher, Autor und Politiker
- Johann Schleich (* 1946), Journalist, Historiker und Buchautor
- Erich Schneider (* 1952), Manager und Fußballspieler
- Sonja Steßl (* 1981), ehemalige Politikerin (SPÖ), ehemalige Staatssekretärin im Bundesministerium für Finanzen
- Denis Suka (* 2006), Fußballspieler
- Johann Tengler (1814–1899), Baumeister und Bürgermeister[19]
- Manfred Thaller (* 1950), Universitätsprofessor an der Universität zu Köln
- Tim Trummer (* 2005), Fußballspieler
- Heidemarie Uhl (1956–2023), Historikerin
- Michael Wagner (* 1992), Politiker (FPÖ)
- Philipp Waller (* 1995), Volleyball- und Beachvolleyballspieler
- Franz Weinzettl (* 1955), Schriftsteller und Psychotherapeut
- Daniela Wolf (* 1988), Wissenschaftlerin und Dozentin
- Siegfried Wolf (* 1957), ehemaliger Chief Executive Officer von Magna International Inc.
- Josef Zotter (* 1961), Koch und Unternehmer

### Persönlichkeiten mit Bezug zur Gemeinde
- Alois Harmtodt (1922–2010), Steinmetz, Wirtschaftskammerfunktionär und Politiker (ÖVP), Bürgermeister von Feldbach (1975–1988), steirischer Landtagsabgeordneter (1973, 1978–1990)